# Парусник (рыба)
Парусник, или индо-тихоокеанский парусник (лат. Istiophorus platypterus), — вид морских лучепёрых рыб из семейства марлиновых, единственный в роде Istiophorus, самая быстроплавающая рыба в мире. Обитает в тропических, субтропических и умеренных водах всех океанов. Через Суэцкий канал проникает из Красного моря в Средиземное. В России редок, встречается в районе Южных Курил и в Заливе Петра Великого.

## Внешний вид
Отличительной особенностью парусника является высокий и длинный первый спинной плавник, похожий на парус. Парус начинается от затылка и идёт вдоль почти всей спины рыбы. Вплотную к нему расположен короткий и низкий второй спинной плавник, симметричный и похожий по размерам и форме на второй анальный. Первый анальный плавник выше второго, с глубокой выемкой в задней части. Грудные плавники расположены близко к нижней части тела, а расположенные под ними брюшные — очень длинные и почти достигают анального отверстия.
Ещё одной особенностью парусников является длинное копьеобразное рыло, придающее им некоторое сходство с меч-рыбами.
Спина чёрная с голубым отливом, бока — коричневатые с голубизной, брюхо — серебристо-белое. На боках имеется множество бледно-голубых небольших пятен, образующих более 10 вертикальных рядов. Парус (первый спинной плавник) ярко голубой с мелкими тёмными пятнами, остальные плавники — чёрно-коричневые, иногда с голубыми полосами. Вдоль оснований второго спинного и второго анального плавников проходит серебристо-белая полоска.
Молодые особи к году достигают 1,5—2 метра в длину. Взрослый вырастает в длину до 3,5 метров при массе около 100 кг.

## Скорость
Парусник является активным хищником и может развивать скорость до 100 км/ч. В ходе серии испытаний, проведённых в рыболовецком лагере Лонг-Ки, штат Флорида, США, парусник проплыл 91 м за 3 с, что эквивалентно скорости 109 км/ч. Более поздние исследования оценивают максимальную скорость парусников в 10 м/с.
При быстром плавании парус складывается и убирается в специальную выемку на спине. Так же прячутся анальный и длинные брюшные плавники. При резких поворотах на большой скорости плавники резко поднимаются. Иногда парусники медленно дрейфуют у поверхности воды с полностью расправленным, выступающим над водой парусом.

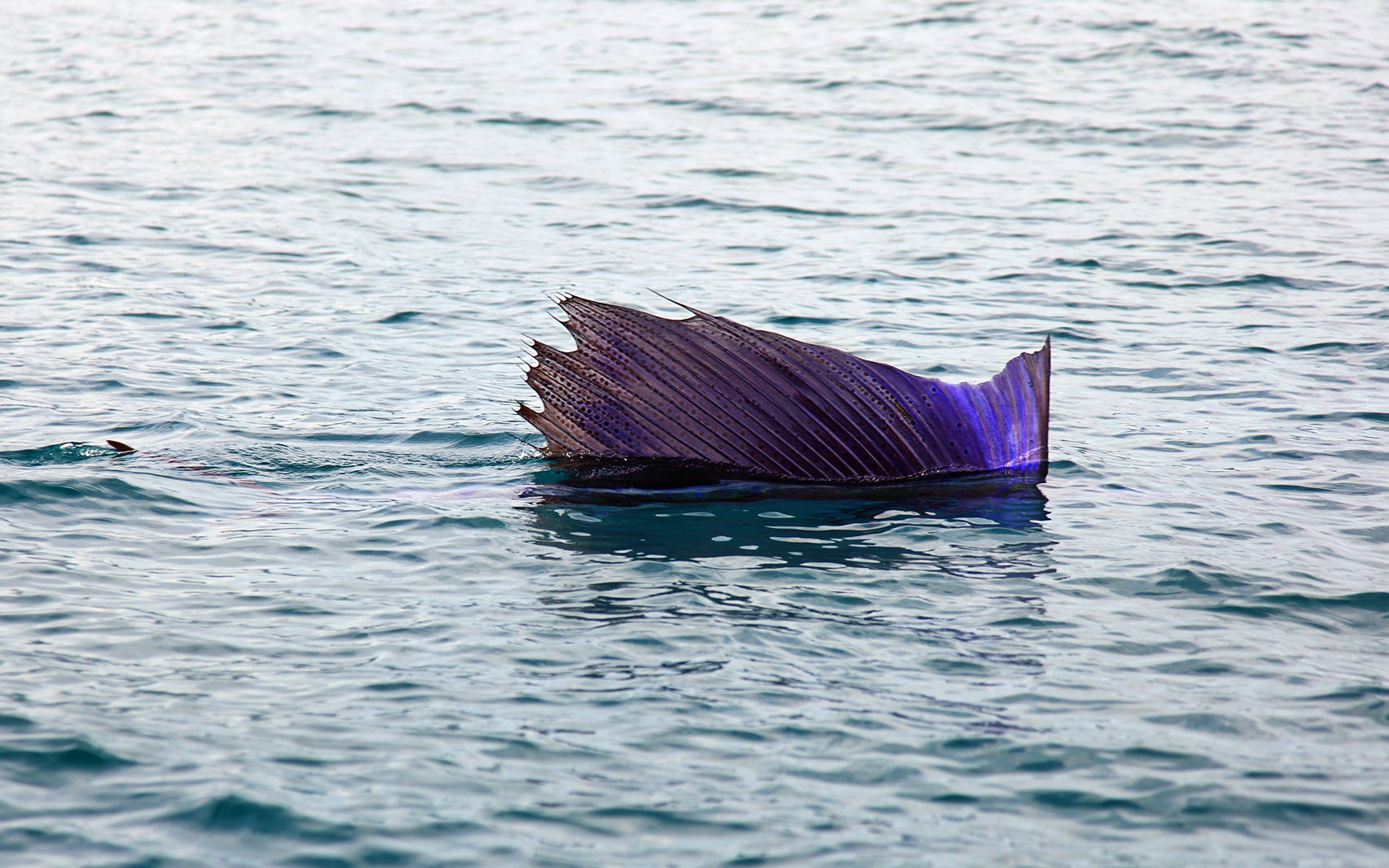
Спинной плавник плывущего у поверхности воды парусника

В отличие от подавляющего большинства костистых рыб парусники и родственные виды семейств парусниковых и мечерылых эффективно используют турбулентность, то есть вода обтекает тело не послойно, как при ламинарном движении, а образуя быстрые завихрения, которые помогают им снижать сопротивление воды. Далеко выдающиеся заострённые выросты верхней и нижней челюсти позволяют добиться эффекта турбулентности на более низких скоростях. При этом ундулирующие (волнообразные) движения тела, являющиеся основным движителем, сосредоточены в области хвостового стебля. Амплитуда взмахов хвоста не очень высока, но имеет довольно большую частоту. Сразу за быстро движущейся рыбой идёт слой быстрых завихрений — турбулентности, эффективность работы лопасти хвостового плавника в этой области значительно снижается, поэтому хвостовой плавник имеет форму двух узких, почти перпендикулярных основной оси тела плоскостей. Такие особенности строения обеспечивают максимально высокую скорость передвижения в водной среде. Кроме того, парусники и родственные виды семейства парусниковых не имеют плавательного пузыря: при такой скорости передвижения и перемещения в вертикальном направлении все системы газообмена не могут обеспечить поддержание давления в нём на оптимальном уровне, таким образом он мог бы являться только помехой — эти рыбы обладают отрицательной плавучестью, компенсируя это за счёт несимметричности тела относительно горизонтальной плоскости (подъёмная сила, как у крыла самолёта) и мышечных усилий, или за счёт наклонных плоскостей грудных и брюшных плавников при медленном движении. Все эти особенности анатомии и морфологии позволяют этим рыбам быть самыми быстрыми водными животными.

## Ареал
Распространены в тропических, субтропических и умеренных водах всех океанов.

## Питание
Питается парусник некрупными рыбами из верхних слоёв, такими как сардины, анчоусы, скумбрии, макрели, а также ракообразными и головоногими моллюсками.

## Размножение
Нерест происходит с августа по сентябрь в тёплых тропических и околоэкваториальных водах. Икра некрупная, неклейкая, пелагическая. Производители не заботятся о потомстве. Парусники и родственные виды семейств парусниковых и мечерылых, ведущие сходный образ жизни, очень плодовиты: за один нерестовый сезон самка откладывает до 5 миллионов икринок несколькими порциями. При этом большая часть потомства погибает на ранних стадиях развития, так как икра, личинки и мальки служат пищей многочисленным хищникам.
Продолжительность жизни парусника до 13—15 лет.

## Классификация
Ранее в роде парусников Istiophorus выделяли 2 вида — тихоокеанский парусник (Istiophorus platypterus) и атлантический парусник (Istiophorus albicans). Однако, после проведения генетических и морфологических исследований парусников выяснилось, что между атлантической и индо-тихоокеанской популяциями отсутствуют какие-либо различия в морфометрических и меристических признаках, а также нет генетических отличий в контрольной зоне митохондриальной ДНК, указывающих, что они являются отдельными видами. Поэтому сейчас их объединили в один вид.

## Промысел
Парусники служат объектом интенсивного рыболовства. Основной метод лова — ярусный промысел, при котором они добываются вместе с тунцами и меч-рыбой.
У берегов Флориды, Кубы, Калифорнии, Гавайев, Таити, Перу, Новой Зеландии и Австралии часто ловят парусников на спиннинг. Среди любителей этого вида спорта был Эрнест Хемингуэй, которому удалось поймать ряд выдающихся по размерам экземпляров. В память Хемингуэя в Гаване ежегодно проводятся любительские соревнования рыболовов.
Для туристов на Сейшельских островах ловля парусников является одним из самых популярных видов отдыха
В связи с чрезмерным выловом в 2022 году Красная книга МСОП поместила вид в категорию «уязвимых» (Vulnerable).

## Галерея

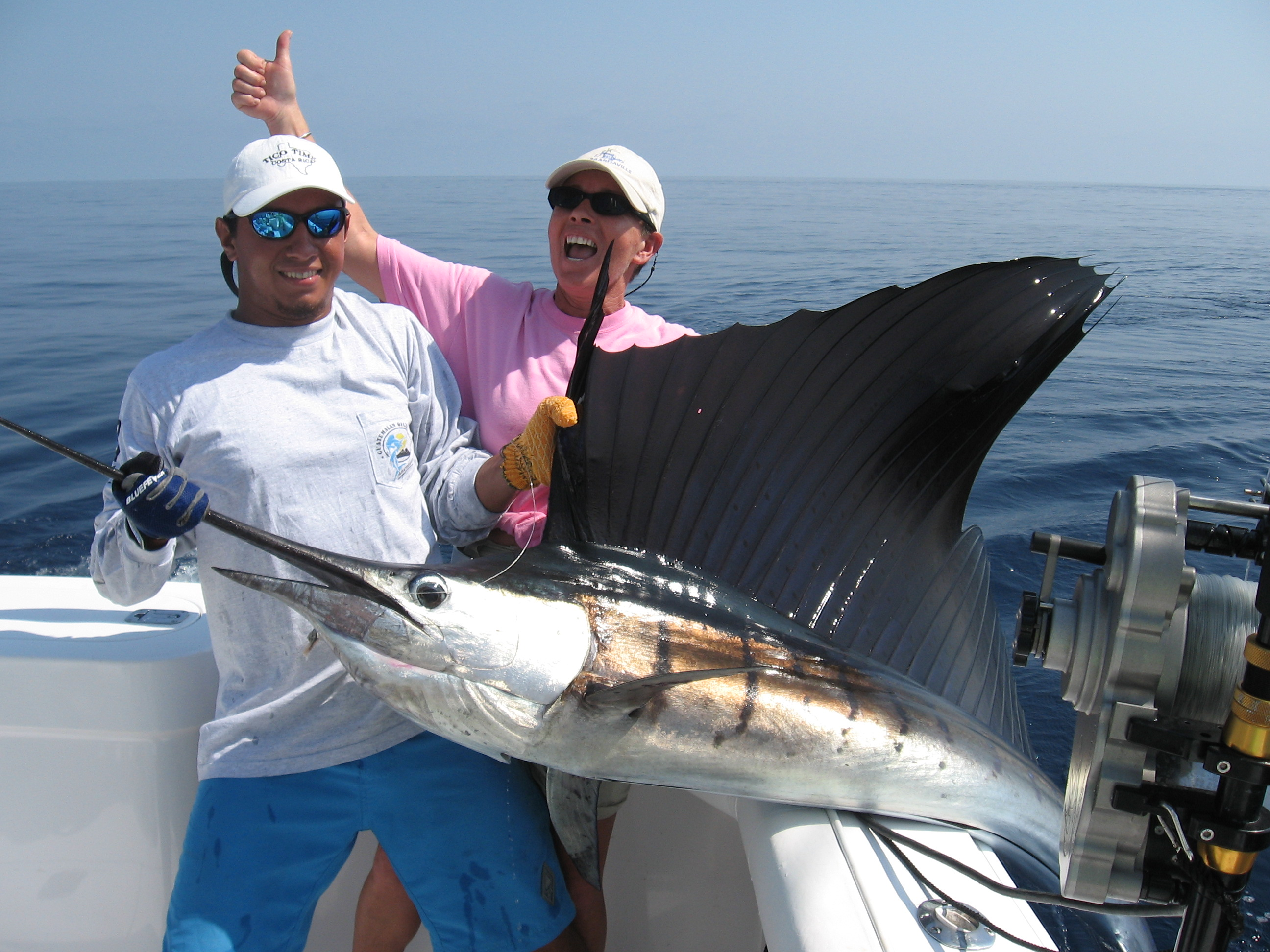
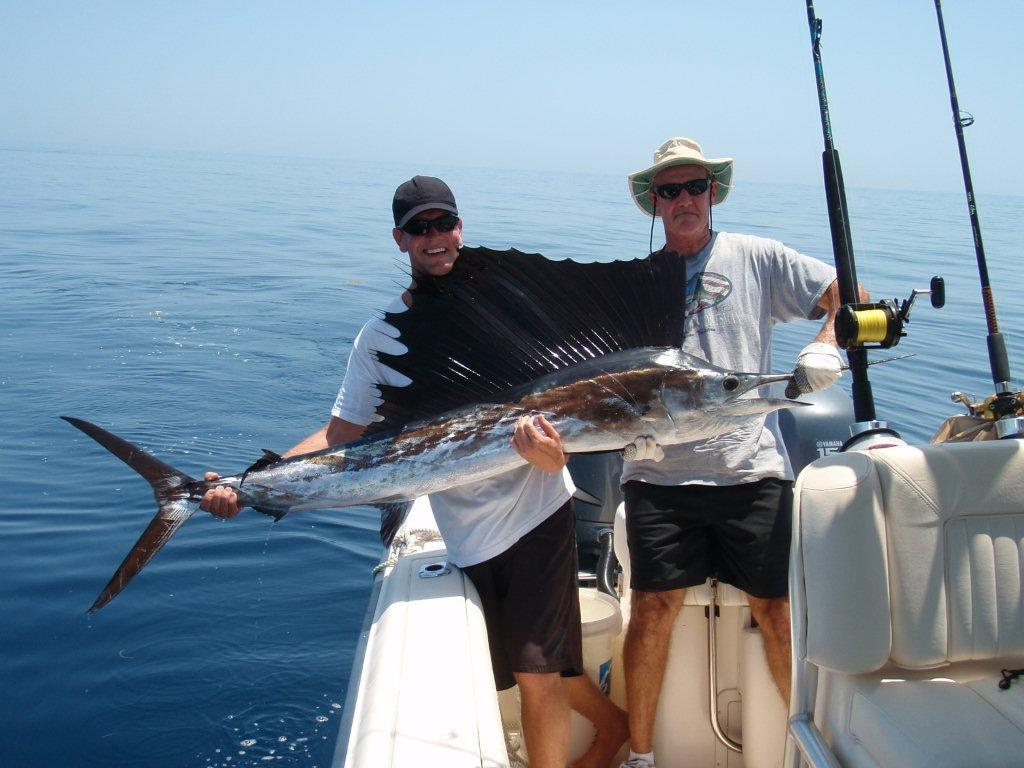
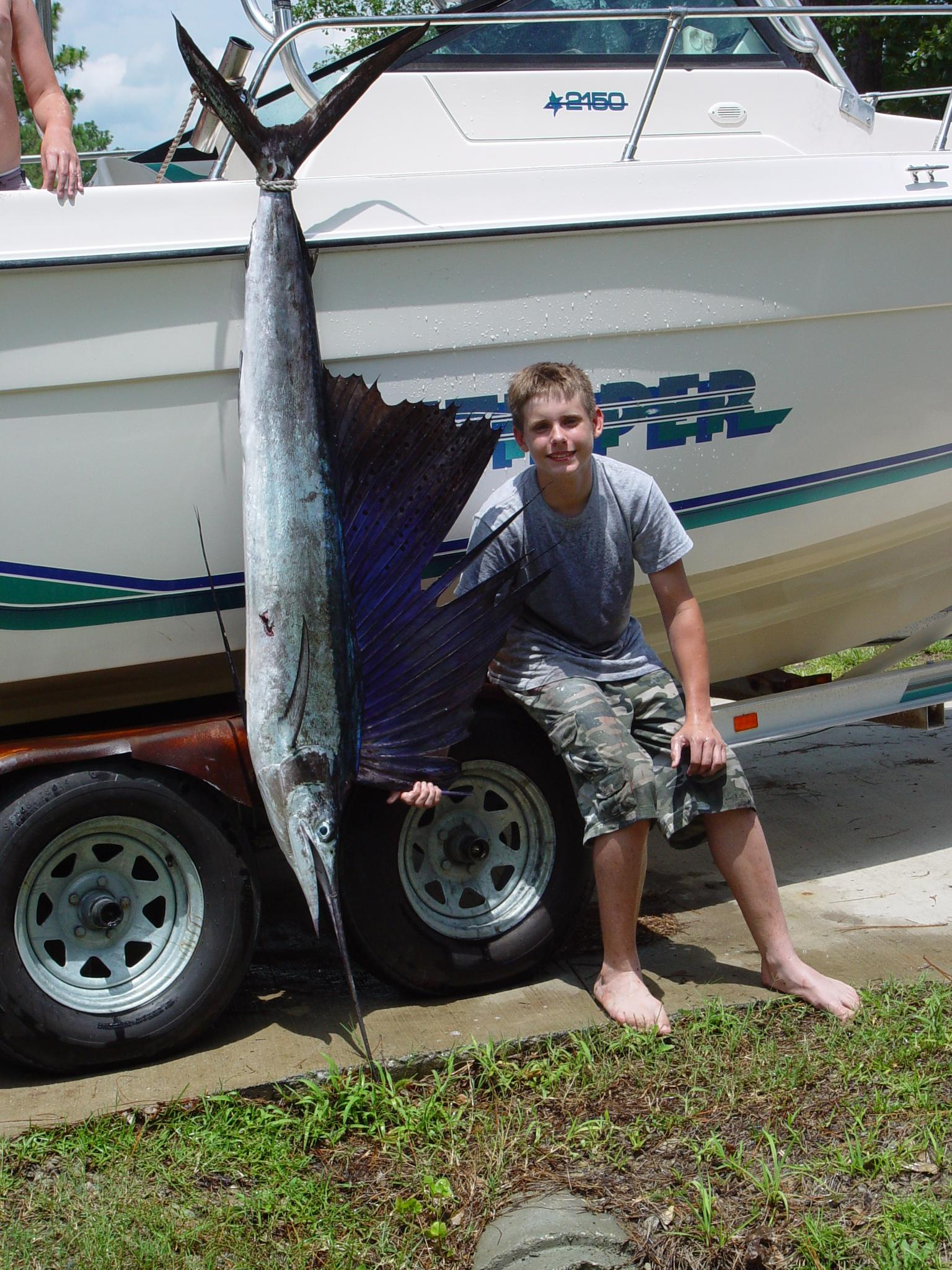
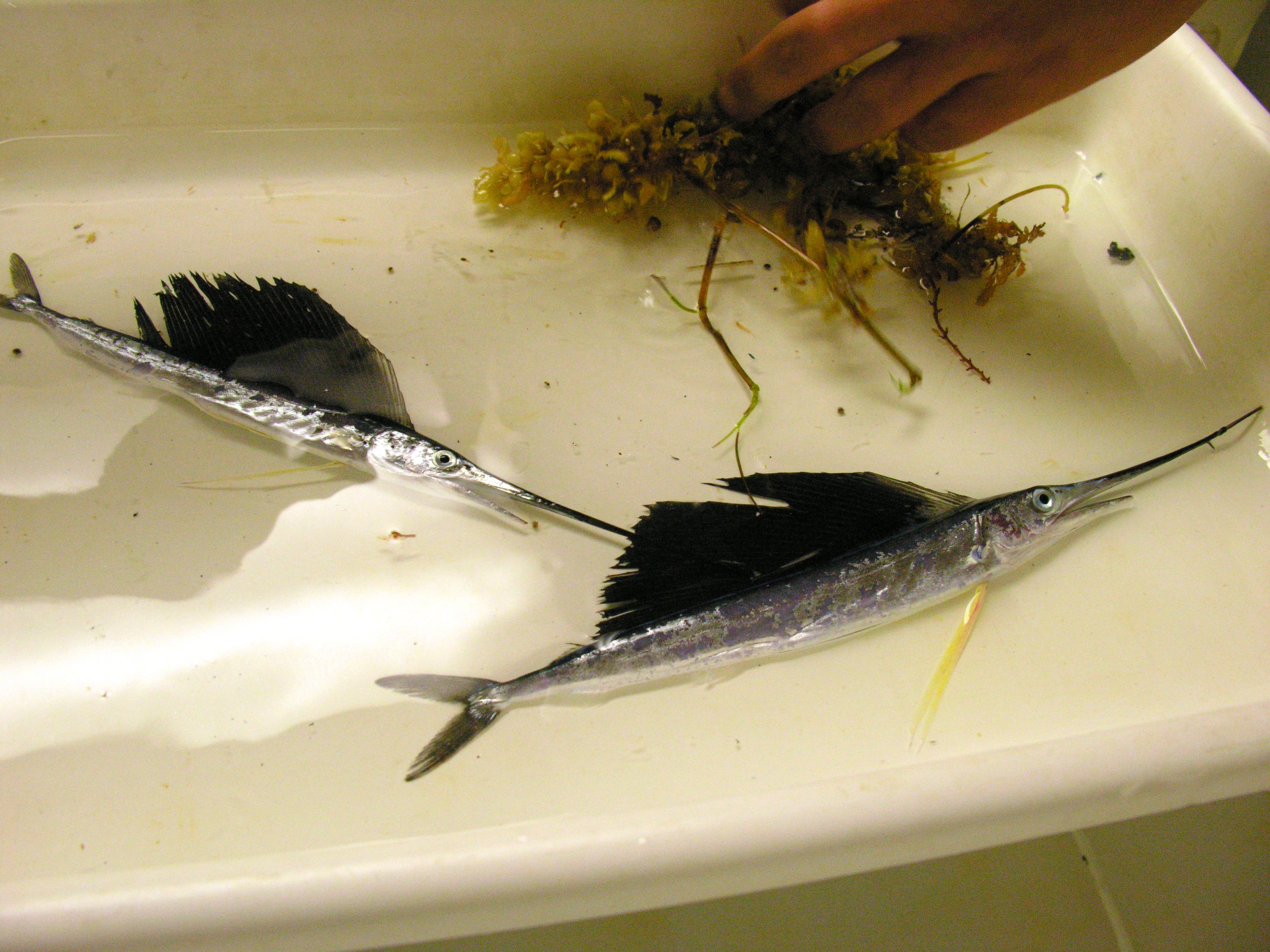
Молодые парусники
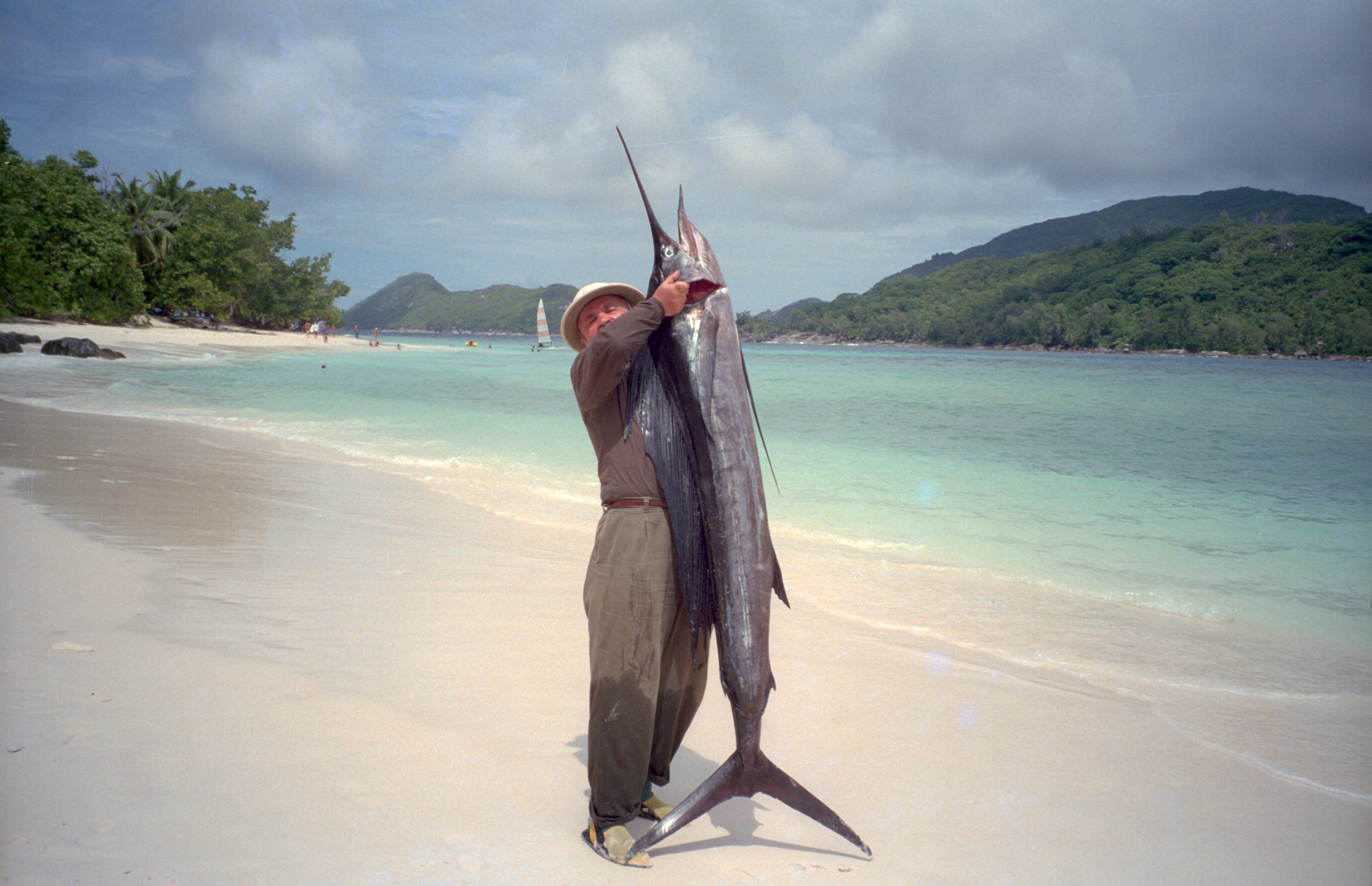
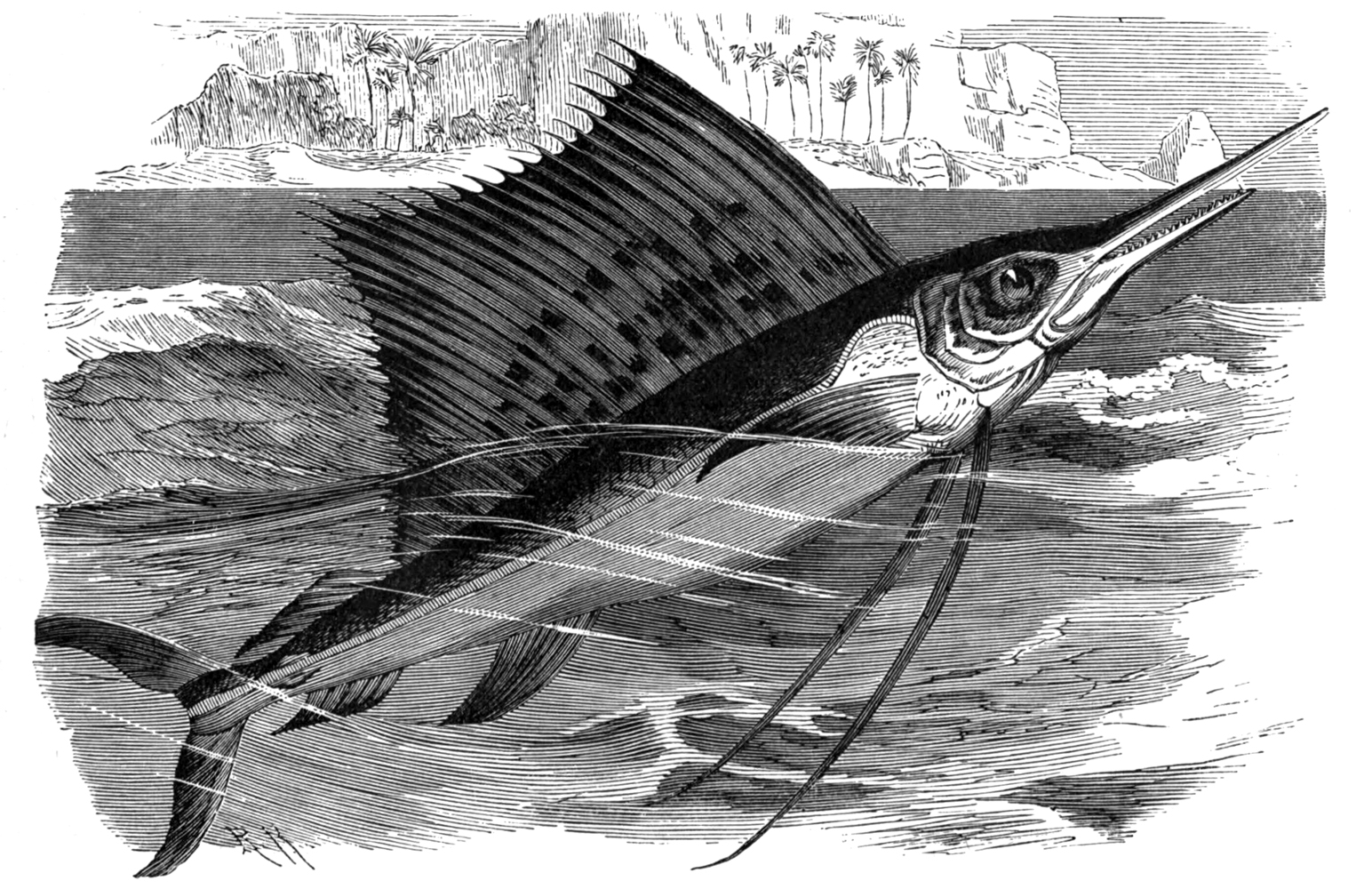